# 邢旭
邢旭，字景旸，浙江金华人。明朝政治人物、進士。
永乐二年，其中进士三甲第一百七十五名。后選為翰林院庶吉士，編撰永樂大典。官至四川布政使。其所到地方均改革弊病救荒。土司王永寿等谋反，其亲自到寨中劝说。后致仕回乡。存有《退省集》。